# الشبكة العالمية للمحيطات
```
الشبكة العالمية للمحيطات
 هي 
مؤسسة غير ربحية
 
دولية
 تضم 
المنظماتالتي
 تدعم 
الاستخدام المستدام
 لـ 
المحيطات
. ومن شعارات تلك الشبكة «اهتم بـ 
الكوكب الأزرق
، فأنت من يصنع الفارق!»
[
1
]
```

أنشئت هذه المؤسسة في شهر نوفمبر من عام 2002. ويقع مقرها في ناوسيكاه - مركز البحار الوطني بفرنسا بولوني سور مير، فرنسا

## الأنشطة
- تشترك مع منظمة مشروع المحيطات في رعاية اليوم العالمي للمحيطات الذي يحتفل به يوم الثامن من يونيو منذ عام 2003;[2] أما اليوم العالمي للمحيطات، فقد اعترفت به الأمم المتحدة رسميًا عام 2009.[3]
- شريكة في مبادرة العمل الدولي لمكافحة الاحتباس الحراري في العالم (IGLO initiative) مع اتحاد مراكز التقنية والعلوم، وتهدف تلك الشراكة إلى رفع مستوى الوعي بـ آثار الاحتباس الحراري (العمل الدولي لمكافحة الاحتباس الحراري) [4][5]
- رعاية ثلاثة أحداث دولية حول المتاحف السمكية والمتاحف ومراكز العلوم حول المحيطات عام 1999,[6] و2002,[7] و2006[8]
- ابتكار «جواز سفر» خاص بـ «المواطن المحب للمحيطات» ويمنح للأشخاص الملتزمين بـ حفظ الحياة البحرية من خلال الأفعال اليومية.[9]

## وصلات خارجية
- الموقع الرسمي